# Chau Sen Cocsal Chhum

Chau Sen Cocsal Chhum (2004)

Samdech Chau Sen Cocsal Chhum (Khmer: ចៅ សែនកុសល; * 1. September 1905 in Tri Tôn, An Giang, Französisch-Indochina; † 22. Januar 2009 in Phnom Penh) war ein kambodschanischer Politiker, der unter anderem 1962 kurzzeitig Premierminister von Kambodscha sowie mehrmals Präsident der Nationalversammlung war.

## Leben
Chau Sen Cocsal Chhum, der zur Volksgruppe der Khmer Krom gehörte, besuchte zunächst eine Grundschule in Phnom Penh sowie anschließend das Lycée Classeloup Laubac in Saigon, an der 1926 als erster Kambodschaner das Baccalauréat in Französisch und Philosophie ab. Im Anschluss trat er als Beamter in die Kolonialverwaltung von Französisch-Indochina und bekleidete verschiedene Funktionen in Kambodscha. Nach Ende des Zweiten Weltkrieges war er 1945 zunächst Gouverneur von Phnom Penh sowie kurz darauf 1945 auch Gouverneur der Provinz Kampong Cham. Er war ferner zwischen 1947 und 1949 Gouverneur der Provinz Kandal, die die Landeshauptstadt Phnom Penh umgibt. Des Weiteren fungierte er zwischen 1951 und 1953 als Geschäftsträger der neu gegründeten Botschaft in Thailand.
Nach seiner Rückkehr trat Chau Sen Cocsal Chhum der am 22. März 1955 von Norodom Sihanouk gegründeten Populären Sozialistischen Gemeinschaft Sangkum Reastr Niyum bei. Für diese wurde er für die Provinz Kampong Cham 1955 erstmals zum Mitglied der Nationalversammlung gewählt. Er war zwischen 1958 und 1960 erstmals Präsident der Nationalversammlung. Das Amt des Präsidenten der Nationalversammlung bekleidete er erneut von 1961 bis 1963. Als solcher übernahm er nach dem Rücktritt von Norodom Sihanouk am 13. Februar 1962 und einer darauf folgenden kommissarischen Amtszeit von Nhiek Tioulong am 6. August 1962 ebenfalls kommissarisch das Amt als Premierminister von Kambodscha. Am 6. Oktober 1962 wurde er von Norodom Kantol als Premierminister abgelöst. Er war als Nachfolger von Phlek Chhat zwischen 1963 und seiner Ablösung durch Chhut Chhoeur 1965 Vorstandsvorsitzender der Elektrizitätsgesellschaft Electricite du Cambodge. 1966 wurde er zum dritten Mal Präsident der Nationalversammlung und übte dieses Amt bis zu seinem Rückzug aus dem politischen Leben 1969 aus.
Nach dem Ende des Kambodschanischen Bürgerkrieges und der Gründung des Demokratischen Kampuchea durch die Roten Khmer von Pol Pot begab sich Chau Sen Cocsal Chhum im April 1975 zu einem Verwandtenbesuch nach Südvietnam. Nachdem auch Saigon nach dem Vietnamkrieg an den Nationale Front für die Befreiung Südvietnams (Vietcong) gefallen war, wurde er von vietnamesischen Behörden wegen angeblicher Spionage für die Central Intelligence Agency (CIA) verhaftet und befand sich 17 Monate in Haft sowie weitere zwei Jahre unter Hausarrest in Saigon, ehe ihm 1979 die Ausreise nach Frankreich gestattet wurde. Im September 1990 wurde er von Norodom Sihanouk zum Präsidenten des Obersten Nationalrates ernannt und hatte diese Funktion bis Juli 1991 inne. Er wurde im Anschluss 1992 Berater von Norodom Sihanouk, der ihn 1993 mit dem höchsten Titel für Verwaltungsbeamte Samdech auszeichnete. Er wurde zudem Kommandeur der französischen Ehrenlegion.
Aus seiner 1940 geschlossenen Ehe mit Vann Thi Hai gingen sieben Kinder hervor. Sein Cousin war der Diplomat Koun Wick, der zwei Mal Außenminister Kambodschas war. Bei seinem Tode mit 103 Jahren war er das damals älteste ehemalige Staatsoberhaupt.

## Hintergrundliteratur
- Harris M. Lentz: Heads of States and Governments Since 1945. Routledge, 2014, ISBN 978-1-134-26490-2, S. 135. (Online-Version)